# Кукушка (фильм, 2024)
«Кукушка» (англ. Cuckoo) — немецкий фильм ужасов режиссёра Тильмана Зингера по его же сценарию. Главные роли в фильме исполнили Хантер Шефер, Дэн Стивенс и Джессика Хенвик.
Мировая премьера фильма состоялась 16 февраля 2024 года на 74-м Берлинском международном кинофестивале. Релиз фильма в США запланирован на 3 мая 2024 года.

## Сюжет
17-летняя Гретхен, потерявшая мать, вынуждена поехать в Альпы с отцом Луисом, мачехой Бет и их дочерью Альмой. Её родственники планируют построить там отель, Гретхен начинает работать ресепшенисткой. В отеле начинают происходить странные вещи: гостей тошнит, у Альмы судороги, а сама Гретхен видит женщину в капюшоне.
Гретхен знакомится с детективом Генри, который расследует убийство, которое по его мнению связано с женщиной в капюшоне. Она пытается сбежать с постоялицей отеля, своей новой любовной подругой Эвой, но попадает в аварию из-за женщины в капюшоне. Гретхен скандалит с отцом и господином Кёнигом, управляющим стройкой, пытаясь уговорить их уехать. Во время спора выясняется, что Луис продал дом, где они жили с Гретхен и её матерью. Гретхен сбегает, а вернувшись, обнаруживает, что в отеле остался только Кёниг, который предлагает отвезти её на вокзал. Он говорит, что Луис и Бет поехали с Альмой в больницу из-за судорог.
В дороге Кёниг рассказывает, что женщина в капюшоне — «кукушка», гуманоид, детство которого проходит в подсадных семьях; Альма принадлежит к тому же виду, а Кёниг проводит эксперименты по их разведению. Он запирает Гретхен в своём доме и предлагает другой «кукушке» её осеменить, но полицейский Генри вовремя успевает застрелить «кукушку» и ранит Кёнига.
Гретхен с Генри едут в больницу, где работающие на Кёнига врачи готовятся воссоединить Альму с женщиной в капюшоне, которая является её матерью. Гретхен осознаёт, что Генри хочет убить не только женщину, но и Альму, и ранит его. Женщина в капюшоне пытается убить Гретхен, но ей удаётся выйти из схватки победительницей. Сёстры решают сбежать вместе, и Альма использует свои паранормальные способности для спасения Гретхен. Кёниг и Генри убивают друг друга, а Альма с Гретхен воссоединяются с Эвой и уезжают из курортного городка.

## В ролях
| Актёр                | Роль                         |
| -------------------- | ---------------------------- |
| Хантер Шефер         | Гретхен                      |
| Дэн Стивенс          | Герр Кёниг                   |
| Ян Блутхардт         | детектив Генри Ландо         |
| Мартон Чокаш         | отец Гретхен Луис            |
| Джессика Хенвик      | мачеха Гретчен Бет           |
| Мила Лью             | сводная сестра Гретчен Альма |
| Грета Фернандес      | ресепшионист Беатрис         |
| Прошат Мадани        | доктор Даниэла Бономо        |
| Астрид Бержес-Фрисби | постоялица гостиницы Эд      |
| Конрад Сингер        | офицер Эрик                  |
| Калин Морроу         | женщина в капюшоне           |

## Производство
В августе 2021 года стало известно, что Тильман Зингер напишет сценарий и срежиссирует свой второй фильм для компании Neon, главные роли исполнят Хантер Шефер, Дэн Стивенс, Джессика Хенвик и Астрид Бержес-Фрисби. В июле 2022 года Дэн Стивенс, Джессика Хенвик, Мартон Чокаш и Грета Фернандес присоединились к актёрскому составу, а Джон Малкович, Джемма Чан и София Бутелла, которые изначально были приглашены на главные роли, покинули проект. Основные съёмки проходили в Северном Рейне-Вестфалии в течение 35 дней с мая по июль 2022 года; фильм был снят на 35-миллиметровую пленку.
Мировая премьера фильма состоялась 16 февраля 2024 года на 74-м Берлинском международном кинофестивале в рамках секции Berlinale Special. Выход фильма в США запланирован на 3 мая 2024 года.